# حرف ربط
حروف ربط یا پیوندواژه یا پیوندواژ واژه‌ای است که دو عبارت را به یکدیگر پیوند دهد و از جهت ساختار بر دو گونه است: مفرد و مرکب.

## از دید ساختار
حرف ربط مفرد یا هم‌معنی. نمونه‌ها:
- و
- یا
- پس
- اگر
- نه
- را
- چون
- چه
- تا
- اما
- باری
- خواه
- زیرا
- که
- لیکن
- نیز
- ولی
- هم
- با

حرف ربط مرکب مجموعه‌ای از دو یا چند واژه است که معمولاً یکی از آن‌ها حرف ربط یا حرف اضافهٔ ساده است و اغلب علاوه بر این‌که کار حرف ربط را انجام می‌دهند، نقش قیدی هم دارند. نمونه‌ها:
- چون که/ چون‌که،
- چندان که/ چندان‌که،
- زیرا که/ زیراکه،
- همین که/ همین‌که،
- همان که،
- بلکه،
- چنانچه،
- چنان‌که،
- تا اینکه/ تااینکه،[۲]
- تا آنکه/ تاآنکه،
- آن‌جا که،
- آن‌گاه که،
- از آن‌جا که/ ازآنجاکه،
- از آن‌که/ ازآنکه (= زیرا، چون‌که/ چون که)،
- از این رو/ ازاین‌رو/ ازین‌رو،
- از بس/ ازبس،
- از بس که/ ازبس‌که،
- از بهر آن‌که،
- اکنون که،
- اگرچه،
- اگر چنانچه/ اگرچنانچه،
- الا این‌که،
- با این حال/ بااین‌حال،
- با این‌که/ بااین‌که/ بااینکه،
- با وجود این/ باوجوداین،
- بس که/ بس‌که،
- به شرط آن‌که/ به‌شرط آن‌که.[۳]

## از دید کارکرد
حروف ربط واژه‌هایی هستند که دو واژه یا دو جمله را به‌هم پیوند می‌دهند و آن‌ها را هم‌پایهٔ یکدیگر می‌سازند یا جمله‌ای را به جمله‌ای دیگر ربط می‌دهند و یکی را وابستهٔ دیگری قرار می‌دهند.
الف) حرف ربط هم‌پایه‌ساز: اما، و، یا، لیکن، ولی، ….
این نوع حرف ربط در زبان فارسی دو صورت دارد که دارای دو ریشهٔ تاریخیِ مختلف هستند. یکی از آنها وَ است که از زبان عربی گرفته شده‌است و دیگری ـُ است که یک واژه‌بست محسوب می‌شود و سیر تطور آن از فارسی باستان تا کنون به این شکل است: uta> ud> u> o.
نحوه تشخیص:
در پیوند هم پایه ساز اگر حرف پیوند میان دو جمله قرار بگیرد آنها را در یک ویژگی هم پایه می کند.
مهم ترین حرف پیوند در پیوندهای هم پایه ساز حرف پیوند «و» است.
ب) حرف ربط وابسته‌ساز: که بر سر جملهٔ پیرو می‌آید در جملات مرکب: تا نکوشی، موفق نمی‌شوی.
نحوه تشخیص:
برای مثال دو جمله که از نظر معنایی به یکدیگر وابسته هستند داریم، به طوری که یکی از جمله ها بدون دیگری ناقص است. به این نوع جملات، جملات مرکب گفته می شود. حرفی که این دو جمله را به یکدیگر وابسته می کند پیوند وابسته ساز نام دارد.

## انواع دیگر

### حروف ربط تضاد
هرگاه بخواهیم دو جمله را که ازلحاظ معنایی مخالف و متضاد یکدیگرند در قالب یک جمله با هم ادغام کنیم، از پیوندواژه‌های تضاد استفاده می‌کنیم. این حروف ربط بر سه نوع‌اند:
برای ربط دو جمله‌ای که در آن، مفهوم جملهٔ پایه دور از انتظار و غیرمنتظره نباشد، از پیوندواژه‌هایی مانند «درحالی‌که» استفاده می‌شود.

برای ربط دو جمله‌ای که در آن، مفهوم جملهٔ پایه دور از انتظار و تا حدی عجیب باشد، از پیوندواژهایی مانند «اگرچه» و «هرچند» و «علیرغم اینکه» استفاده می‌شود.

### حروف ربط مزدوج
حروف ربط مزدوج، که دارای مفهوم تساوی هستند، به این شرح هستند:
- خواه
- چه
- یا
- نه
- هم

| خواه | خواه خوشت بیاید خواه بدت، من میروم.           |
| چه   | چه بخواهی چه نخواهی، من ماندنی شدم.           |
| یا   | یا تهران یا مشهد، یکی را برای رفتن انتخاب کن. |
| نه   | نه پولت را می‌خواهم نه دردسرت را.              |
| هم   | هم فال بود و هم تماشا.                        |